# Friendsville, Tennessee
Friendsville är en ort i Blount County i Tennessee. Vid 2020 års folkräkning hade Friendsville 896 invånare.